# Leptotarsus caparaonus
Leptotarsus caparaonus är en tvåvingeart som först beskrevs av Alexander 1944.  Leptotarsus caparaonus ingår i släktet Leptotarsus och familjen storharkrankar. Inga underarter finns listade i Catalogue of Life.